# Michael Blos

Michael Joachim Blos

Michael Joachim Blos (* 3. März 1976 in Karlsruhe) ist ein deutscher Politiker (AfD). 2025 wurde er in den Deutschen Bundestag gewählt.

## Leben und Ausbildung
Michael Blos wuchs im Landkreis Karlsruhe auf und legte 1995 sein Abitur am Eichendorff-Gymnasium in Ettlingen ab. Im Anschluss studierte Blos Geowissenschaften und promovierte an der Eberhard Karls Universität Tübingen. Nach seiner Promotion arbeitete er als Umweltgeologe bei einem großen Energieversorger. Später diente er acht Jahre als Soldat auf Zeit im Geoinformationsdienst der Bundeswehr. Nach seinem Ausscheiden aus dem Militär im Dienstgrad eines Oberstleutnants war er erneut in der Privatwirtschaft tätig.
Blos ist verheiratet und Vater von sechs Kindern.

## Politische Laufbahn

### Partei
Blos war von 2004 bis 2015 Mitglied der Christlich Demokratischen Union (CDU). Seit 2017 ist Blos Mitglied der Alternative für Deutschland (AfD). Im Jahr 2019 wurde er in den Gemeinderat von Ettlingen gewählt, dem er bis zu seinem Umzug nach Rheinfelden (Baden) im Jahr 2023 angehörte. Blos war Kandidat bei der Landtagswahl 2021 in Baden-Württemberg im Landtagswahlkreis Ettlingen. Seit der Kommunalwahl 2024 ist Blos Kreisrat im Landkreis Lörrach. Sein gleichzeitig erworbenes Mandat im Gemeinderat von Rheinfelden (Baden) gab er nach seinem Einzug in den Bundestag ab. Vom Lörracher Kreistag wurde er außerdem in die Verbandsversammlung des Regionalverbandes Hochrhein-Bodensee und den Districtsrat des Trinationalen Eurodistrict Basel entsandt.

### Deutscher Bundestag
Im Oktober 2024 wurde er von den Mitgliedern der AfD Baden-Württemberg auf die Landesliste sowie im Landkreis Emmendingen und im südlichen Ortenaukreis als Direktkandidat im Bundestagswahlkreis Emmendingen – Lahr für die Bundestagswahl 2025 nominiert. Über Platz 14 der Landesliste der AfD Baden-Württemberg wurde Blos im Februar 2025 in den Bundestag gewählt.
Im 21. Deutschen Bundestag ist Blos ordentliches Mitglied im Ausschuss für Umwelt, Klimaschutz, Naturschutz und nukleare Sicherheit, stellvertretendes Mitglied im Ausschuss für Landwirtschaft, Ernährung und Heimat sowie ordentliches Mitglied der Deutsch-Französischen Parlamentarischen Versammlung.

## Positionen
Blos setzt sich insbesondere für Themen des Umwelt- und Naturschutzes ein. In seinem Wahlkampf thematisiert er zudem wirtschafts- und energiepolitische Fragen. In Interviews betonte er die Bedeutung des Naturschutzes und merkte an, dass seine Partei in diesem Bereich noch ungenutztes Potenzial habe.